# Feuer frei!
Singles de Rammstein
Mutter
(2002) Mein Teil
(2004)
Pistes de Mutter
Ich will Mutter
Feuer frei! en français : « Feu à volonté ! » est une chanson du groupe de metal industriel allemand Rammstein. Elle est une réaction face aux accusations selon lesquelles la violence de leurs paroles avaient encouragé Eric Harris et Dylan Klebold à perpétrer la fusillade du lycée Columbine. Marilyn Manson était aussi accusé.
Cette chanson a également servi de bande originale au film xXx de Rob Cohen (2002).

## Performances scéniques

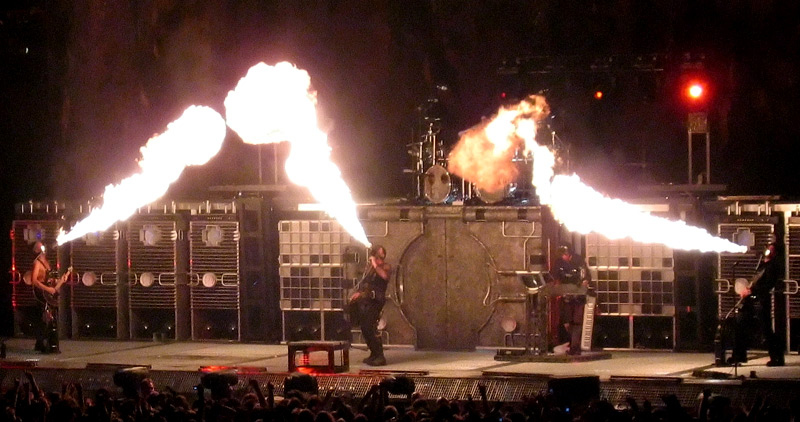
Feuer Frei! sur scène.

- Lors du Reise Reise Tour, du LIFAD Tour et du MIG Tour, le chanteur assomme le claviériste Flake alors qu'il effectue le solo très aigu de la chanson. Peu après le moment calme au clavier, les guitaristes Paul et Richard, ainsi que Till, le chanteur sont équipés de lance-flammes faciaux qui crachent d'énormes flammes à l'aide d'une télécommande pour le chanteur et d'une pédale pour les guitaristes.
- Pour clore la chanson, deux feux explosent simultanément devant la batterie de Doom, sur le "BANG BANG" final (cf: paroles).

## Liste des chansons
German CDS (Couverture blanche)
1. Feuer frei!
2. Feuer frei! (Rammstein vs. Junkie XL Remix)
3. Feuer frei! (Rammstein Remix 130)
4. Feuer frei! (Rammstein Remix 95)
5. Du hast (A Tribute to Rammstein Cover version of Battery: A tribute to Rammstein)
6. Bück dich (A Tribute to Rammstein Cover version of Battery: A tribute to Rammstein)

UK CDS Part 1 (Couverture jaune)
1. Feuer frei!
2. Mutter (Radio Edit)
3. Kokain
4. Feuer frei! (Video & Interview)

UK CDS Part 2 (Couverture verte)
1. Feuer frei!
2. Interview (Radio Edit)
3. Du hast (A Tribute to Rammstein Cover version of Battery: A tribute to Rammstein)
4. Bück dich (A Tribute to Rammstein Cover version of Battery: A tribute to Rammstein)
5. Photo Gallery

UK CDS Part 3 (DVD) (Couverture orange)
1. Feuer frei! (Rammstein vs. Junkie XL Remix)
2. Mutter
3. Feuer frei! (Rammstein Remix)
4. Interview & Photo Gallery